# 笑福亭吾竹
笑福亭 吾竹（しょうふくてい ごちく）は、上方落語の名跡。笑福亭一門の由緒名である。現在は空き名跡となっている。

五枚笹は、笑福亭一門の定紋である。

## 初代
初代 笑福亭吾竹（生没年不詳）は、本名、享年とも不詳。
初代松富久亭松竹の弟子。文政から天保にかけて京都で活躍し、初代都喜蝶と実力を競い合った、後に大坂に移った。また「松富久亭」の亭号を現在の「笑福亭」に改めた。1836年（天保7年）3月には笑福亭勢楽らと名古屋の清壽院で口演した記録がある。遅くとも弘化3年（1846年）には、2代目に名跡を譲っている。
初め素噺、後に芝居噺に長じたと伝え、『こぶ弁慶』や『景清』などを創作したという。

## 2代目
2代目 笑福亭吾竹（生没年不詳）は、本名、享年とも不詳。
1812年ごろの生まれ？、初代笑福亭吾竹の弟子。初代笑福亭吾鶴を経て、2代目笑福亭吾竹を襲名。嘉永3年（1850年）頃には道頓堀の芝居を題材にした伊予節の刷り物を発表、そこには初代笑福亭竹我と書かれており竹我に改名したようである。（『落語系圖』では、竹我を2代目吾竹門人としているが、誤りか?）
天保末に「ちゝㄑりちてんぶし」「とっちりとん」等の流行唄を残したのが、この吾竹だと思われる。
大阪で活躍し、芝居噺、滑稽噺に長じたという。弟子に初代笑福亭松鶴が現れる。
2世曽呂利新左衛門の回想によると幕末（慶応から明治に変わる頃）に「三枚起請」を教わった際に引退中で42歳頃だったという。

## 3代目以降
- 3代目笑福亭吾竹 - 後の2代目笑福亭松鶴。
- 4代目笑福亭吾竹 - 後の上方5代目三笑亭可楽。
- 5代目笑福亭吾竹 - 後の笑福亭吉右衛門。